# Emma Alonso
Emma Alonso de Costa (Barcelona, 29 de juny de 1912 – Mèxic, 12 de gener de 2000) fou una actriu catalana. Abans de la guerra civil espanyola era primera dama de teatre i havia actuat en algunes obres de Josep Maria de Sagarra als teatres barcelonins. Estava casada amb Dalmau Costa Vilanova, cap de cerimonial del Parlament de Catalunya. Fou mare de Glòria i Dalmau Costa i Alonso, aquest últim físic nuclear.
En acabar la guerra es va exiliar amb la seva família a Mèxic, on arribà al novembre de 1939. Juntament amb el seu marit fou força activa en la tasca cultural de la Comunitat Catalana de Mèxic. Fou una de les organitzadores i directora de l'Agrupació d'Art Dramàtic de l'Orfeó Català de Mèxic, i treballà en moltes de les representacions junt a la també actriu Pilar Sen. Per mitjà d'Edicions Catalònia va instituir i dotar el Premi de Teatre Àngel Guimerà, que al llarg dels anys cinquanta fou atorgat a Rafael Tasis i Marca, Josep Carner, Roc Boronat i Font i Joan Oliver.
El 26 de juliol de 1956 va representar fora de l'Orfeó Un home entre herois, de Rafael Tasis, al Teatro Nuevo Ideal, amb actors catalans que treballaven al teatre i al cinema mexicans. També va representar L'hostal de la Glòria, de Josep Maria de Sagarra. Fou membre del comitè d'honor dels Jocs Florals de la Llengua Catalana celebrats a Ciutat de Mèxic el 1957.

## Trajectòria professional
- 1931, 7 d'octubre. En el paper d'Angeleta, a l'obra L'hostal de la Glòria, de Josep Maria de Sagarra. Estrenada al teatre Romea de Barcelona.
- 1932, 26 de març. En el paper de Margarida, a l'obra L'alegria de Cervera, de Josep Maria de Sagarra. Estrenada al teatre Romea de Barcelona.
- 1932, 7 d'octubre. En el paper d'Elvira, a l'obra Desitjada, de Josep Maria de Sagarra. Estrenada al teatre Romea de Barcelona.
- 1933, 14 de febrer. En el paper Rosa, a l'obra El Cafè de la Marina, de Josep Maria de Sagarra. Estrenada al teatre Romea de Barcelona.
- 1933, 3 d'octubre. En el paper de Carlina, a l'obra L'Estrella dels miracles, de Josep Maria de Sagarra. Estrenada al teatre Romea de Barcelona.
- 1934, 9 de novembre. En el paper d'Isabel, a l'obra La plaça de Sant Joan, de Josep Maria de Sagarra. Estrenada al teatre Romea de Barcelona.
- 1935, 20 d'abril. En el paper d'Estivarola, a l'obra Reina, de Josep Maria de Sagarra. Estrenada al teatre Nou del Paral·lel barceloní.